# UF (坂本龍一のアルバム)
『UF』（ユー・エフ）は2002年10月23日に同時発売された坂本龍一のベスト・アルバム3作品の一つ（他は『US』と『CM/TV』）。

## 解説
映画音楽関連の曲が納められており、タイトルは「Ultimate Films」の略。ジャケットは青色。
初回盤の特典として『US』、『UF』、『CM/TV』にある応募券3枚を集めレコード会社に郵送すると、坂本のお宝音源を収録したCD『GEM』が進呈された。

## 収録曲
※全作曲：坂本龍一
1. Merry Christmas Mr. Lawrence
サウンドトラック 『戦場のメリークリスマス』 より。
2. 闘い
サウンドトラック 『子猫物語』 より。
3. 国防総省
サウンドトラック 『王立宇宙軍 オネアミスの翼』 より。
4. Rain (I Want A Divorce)
サウンドトラック 『ラストエンペラー』 より。
5. The Last Emperor - Theme
サウンドトラック 『ラストエンペラー』 より。
6. MAYDAY
サウンドトラック 『侍女の物語』 より。
7. The Sheltering Sky Theme
サウンドトラック 『シェルタリング・スカイ』 より。
8. Loneliness
サウンドトラック 『シェルタリング・スカイ』 より。
9. Dying
サウンドトラック 『シェルタリング・スカイ』 より。
10. MAIN THEME
サウンドトラック 『ハイヒール』 より。
11. Main Theme / End Titles
サウンドトラック 『嵐が丘』 より。
12. THE MIDDLE WAY
サウンドトラック 『リトル・ブッダ』 より。
13. ACCEPTANCE - END CREDITS
サウンドトラック 『リトル・ブッダ』 より。
14. SnakeEyes [Short Version / Theme]
サウンドトラック 『スネーク・アイズ』 より。
15. Bathroom
サウンドトラック 『愛の悪魔』 より。
16. Love Is The Devil
サウンドトラック 『愛の悪魔』 より。
17. 鉄道員（piano version）
シングル 『ウラBTTB』 より。
18. End Theme
サウンドトラック 『御法度』 より。
19. Hotel Room
サウンドトラック 『ワイルド・サイド』 より。
20. Alexei and the Spring / Ending
サウンドトラック 『アレクセイと泉』 より。